# Pelouses de Lalbenque
Pelouses de Lalbenque este o arie protejată (sit de importanță comunitară — SCI) din Franța întinsă pe o suprafață de 401 ha, integral pe uscat.

## Localizare
Centrul sitului Pelouses de Lalbenque este situat la coordonatele 44°21′07″N 1°34′09″E / 44.35194°N 1.56917°E.

## Înființare
Situl Pelouses de Lalbenque a fost declarat arie specială de conservare în baza directivei 92/43 din 1992 referitoare la conservarea habitatelor naturale și a faunei și florei sălbatice pentru a proteja 1 specie de animale.

## Biodiversitate
Situată în ecoregiunea atlantică, aria protejată conține 4 habitate naturale: Pajiști uscate seminaturale și facies de acoperire cu tufișuri pe substraturi calcaroase (Festuco-Brometalia) (* situri importante pentru orhidee), Pseudostepă cu ierburi și specii anuale de Thero-Brachypodietea, Pajiști carstice calcaroase sau bazofile, de Alysso-Sedion albi, Formațiuni de Juniperus communis pe lande sau pajiști calcaroase.
La baza desemnării sitului se află o specie protejată de  nevertebrate: fluturele auriu (Euphydryas aurinia).
Pe lângă speciile protejate, pe teritoriul sitului au mai fost identificate 26 de specii de plante, 7 specii de păsări, 6 specii de nevertebrate, 1 specie de reptile.